# James Dunsmuir
Pour les articles homonymes, voir Dunsmuir.
James Dunsmuir (8 juillet 1851-6 juin 1920) est un industriel et homme politique britanno-colombien. Dunsmuir se lance en politique provinciale en 1898, remportant un siège à la législature provinciale et devenant premier ministre de la Colombie-Britannique en 1900. Il est lieutenant-gouverneur de la Colombie-Britannique de 1906 à 1909.

## Biographie

### Premières années
Né lors du déplacement de ses parents entre l'Écosse et l'île de Vancouver, son père est l'industriel Robert Dunsmuir. Suivant la tradition dans les familles de mineurs, Dunsmuir commence à suivre les traces de son père et devient machiniste dès l'âge de 16 ans et passe deux années à la Willamette Iron Works dans l'Oregon. Après la découverte d'un gisement houiller au nord de Nanaimo, James va étudier au Dundas Wesleyan Boys’ Institute de Dundas en Ontario en 1874 et ensuite en génie minier au Virginia Agricultural and Mechanical College de Blacksburg en Virginie.

### Homme d'affaires
Revenu en Colombie-Britannique, il prend la direction de la mine de son père à Wellington (en) en 1876 même si l'ombre du patriarche demeurait bien présente. L'entreprise prenant de l'expansion, la direction de la mine revient au beau-frère de James, John Bryden, tandis que James est muté au bureau de Departure Bay (en).
La mort de Robert en 1900, cause une certaine commotion dans la famille en raison du legs de tout ses votes dans l'entreprise à sa femme et mère de James. Ce dernier tente alors de maintenir les intérêts dans la famille, malgré les pressions de sa mère pour maintenir le rang de ses huit filles. Elle intente même un procès contre James en 1903, qui étale les affaires personnelles de la famille dans les journaux.

### Carrière politique
Élu député de Comox en 1898, il devient premier ministre en 1900 à la demande du lieutenant-gouverneur Thomas Robert McInnes. Pendant son mandat, il établit une nouvelle carte électorale qui représente davantage la croissance démographique de Vancouver, instaure une taxe sur le tonnage des productions de charbon, de coke et de la production brute des mines, ainsi que l'établissement d'un impôt sur le revenu.
Toutefois, son attitude envers l'immigration chinoise demeure ambiguë en raison de son entreprise qui embauchait déjà une forte proportion de cette main-d'œuvre bon marché. En 1900, il recommande au gouvernement fédéral de Wilfrid Laurier d'augmenter la capitation sur l'entrée des immigrants chinois sans quoi il y a des risques de fortes agitations au sein de la population.
Sur le plan des infrastructures, Dunsmuir s'assure de verser les subsides après la construction de lignes de chemin de fer au lieu de recevoir des concessions territoriales avant le début des travaux. Il relance également la bataille de son prédécesseur, George Anthony Walkem, quant aux modalités du ralliement de la province à la Confédération canadienne et en réclamant des compensations pour le développement de ses infrastructures.
Malgré des critiques de ses contemporains et de certains historiens qui l'accusent de faire de la politique pour son intérêt personnel, des projets adoptés par Dunsmuir vont parfois contre son bénéfice entre autres lors de la refonte de la carte électorale qui supprimait sa propre circonscription. Certains journaux dont le Daily Miner disaient que « ces terribles Dunsmuir gagn[aient] à être connus » ou le Rossland Record mentionnait la « la capacité du premier ministre de placer le bien public au-dessus de l’intérêt privé ».

### Lieutenant-gouverneur
En mai 1906, il devient lieutenant-gouverneur de la province. Son mandat est marqué par la vie mondaine qui règne sur la résidence officielle de Cary Castle (en). Il quitte ses fonctions en décembre 1909.

### Dernières années
Quittant peu à peu les affaires de son entreprise qu'il continuait à diriger pendant ses mandats auprès de la province, il vend ses intérêts dans la compagnie en 1910. Il se retire dans son domaine de Hatley Park à Esquimalt et vie une existence de gentleman anglais jusqu'à son décès à Cowichan Bay en juin 1920 à l'âge de 68 ans. Il est inhumé au cimetière Ross Bay de Victoria,.

## Héritage
Dunsmuir est crédité de la fondation de la ville de Ladysmith sur l'île de Vancouver.
L'une de ses filles, Jessie Muriel, épouse le couturier et parfurmeur britannique Edward Molyneux. Son deuxième fils, James A. Dunsmuir Jr., meurt lors du torpillage du RMS Lusitania en mai 1915 pendant la Première Guerre mondiale. Sa dernière fille, Dola Dunsmuir (en), épouse le lieutenant-commandant Henry Cavendish et est créditée être l'une des amantes de l'actrice Tallulah Bankhead.

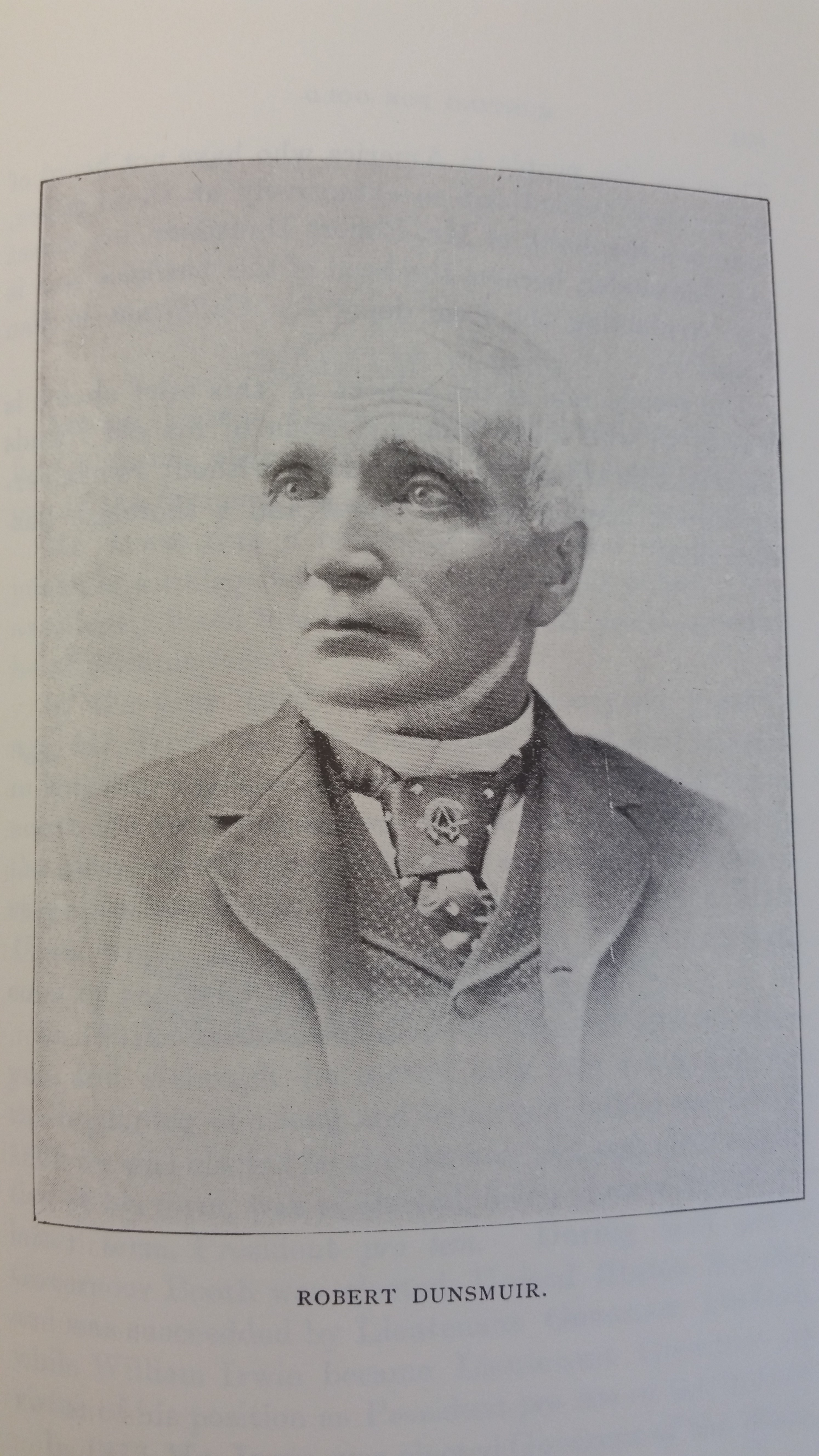
Robert Dunsmuir (1825-1889)
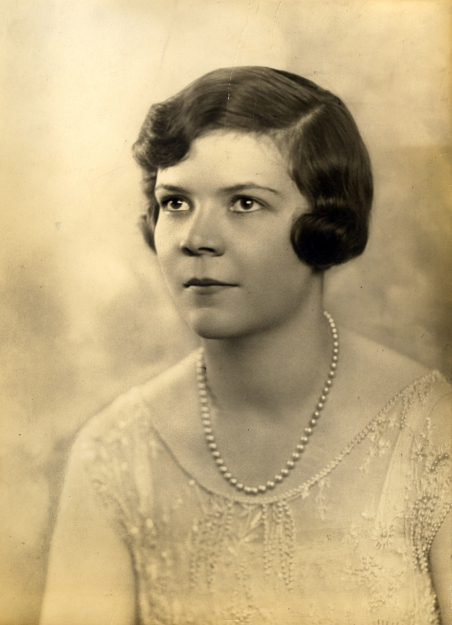
Dola Dunsmuir (1903-1966)
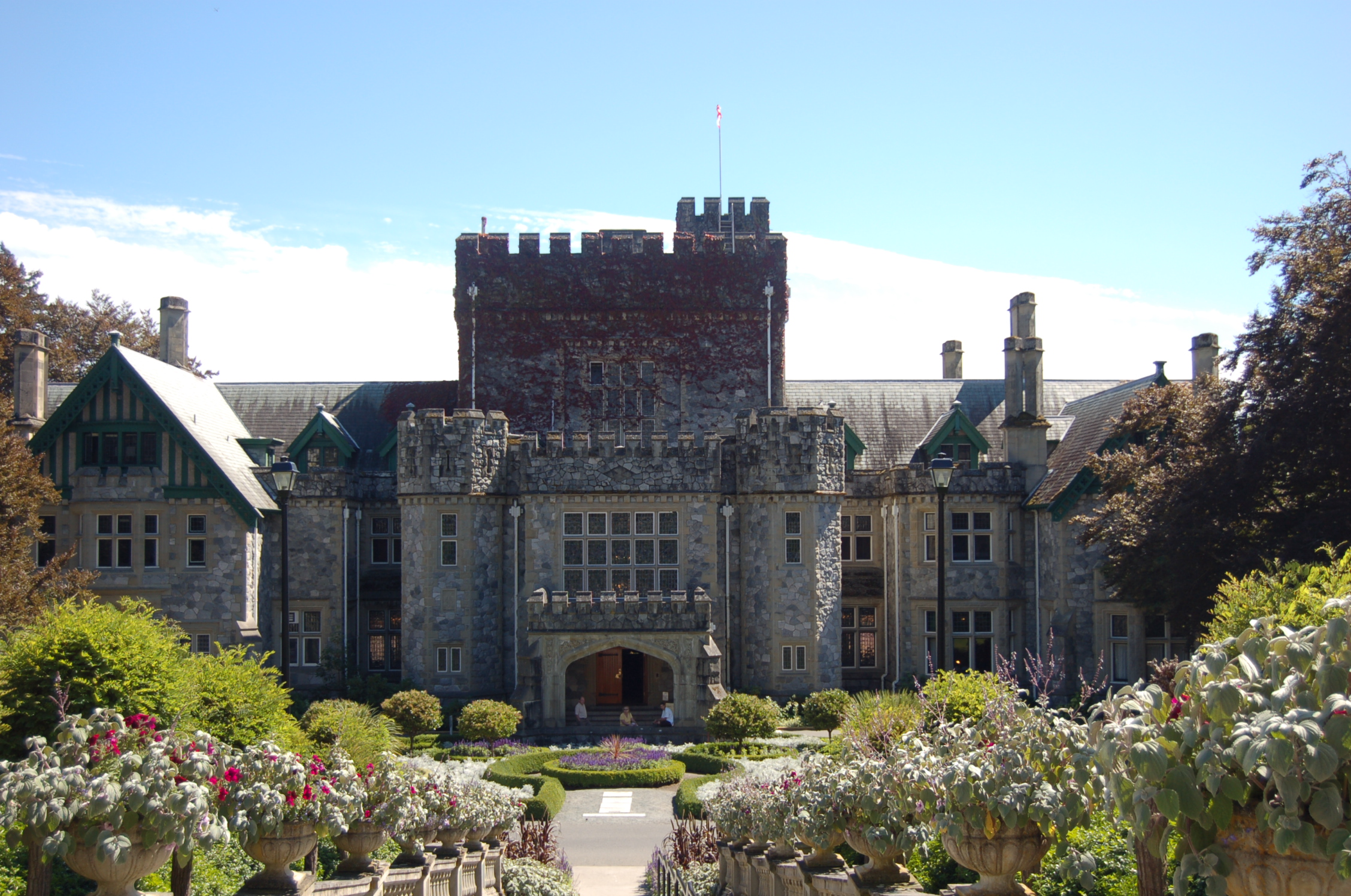
Hatley Park, vers 2006
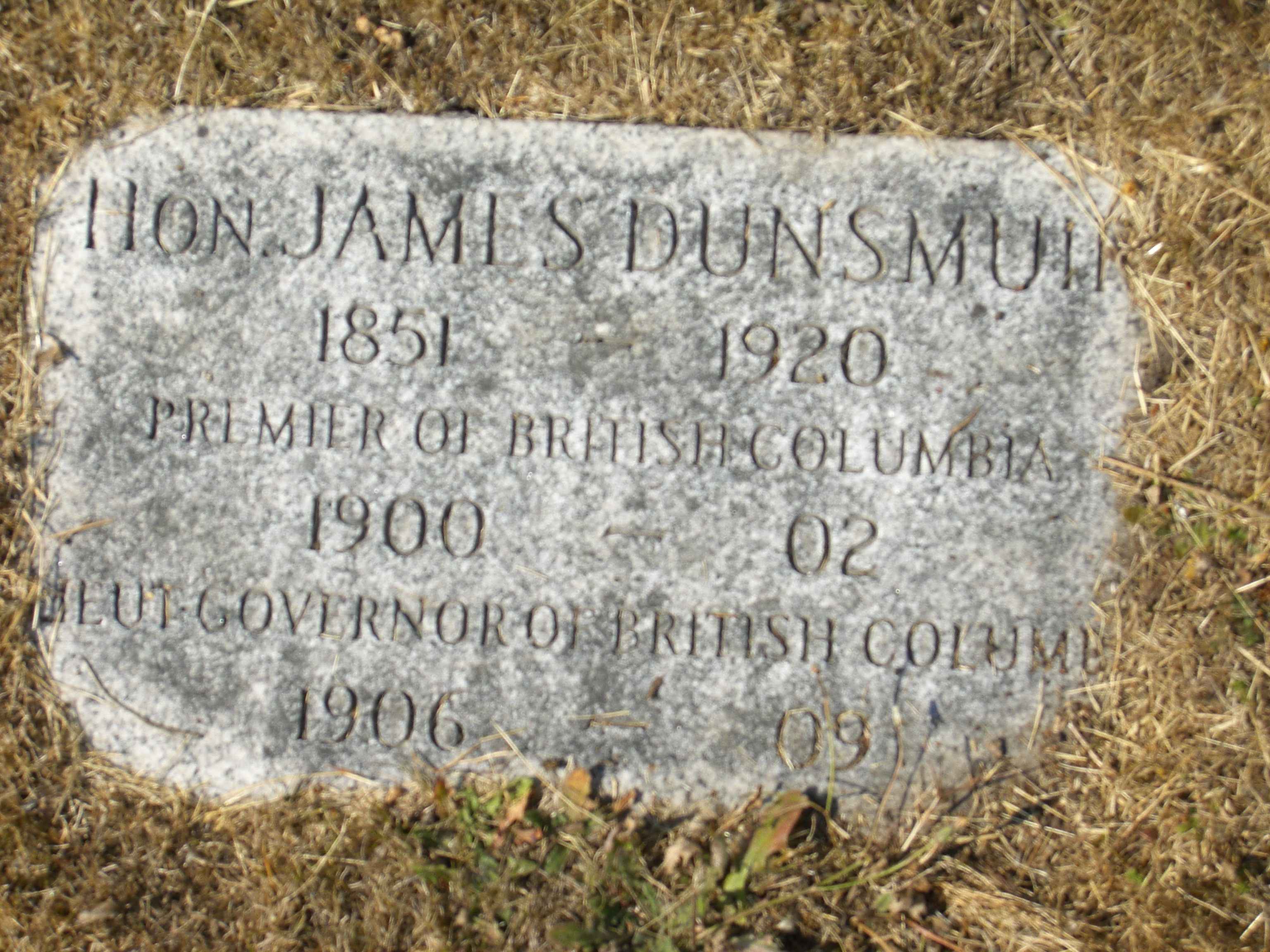
Pierre tombale de James Dunsmuir au cimetière Ross Bay de Victoria
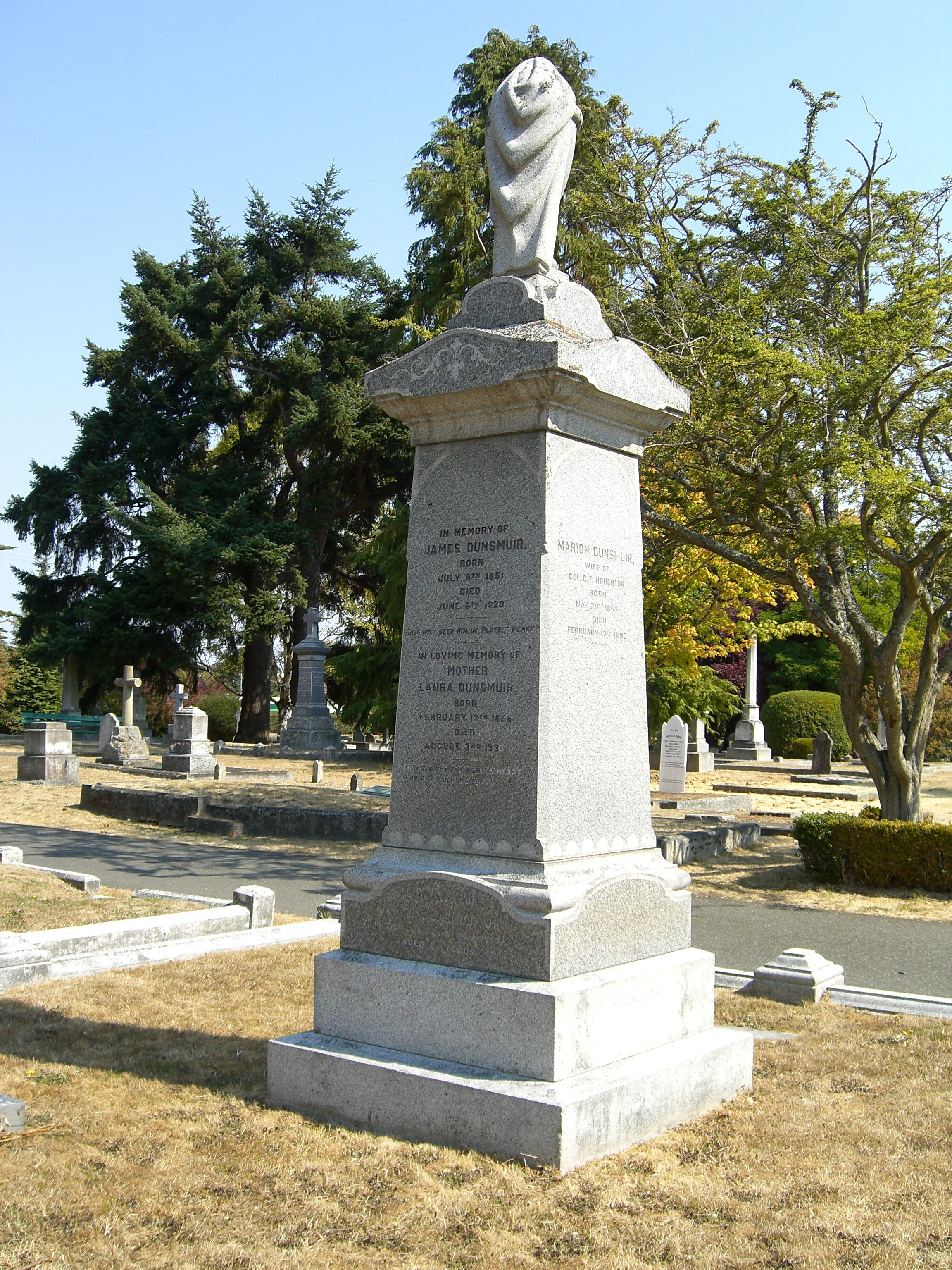
Monument de la famille Dunsmuir au cimetière Ross Bay de Victoria